# Gilles Lellouche

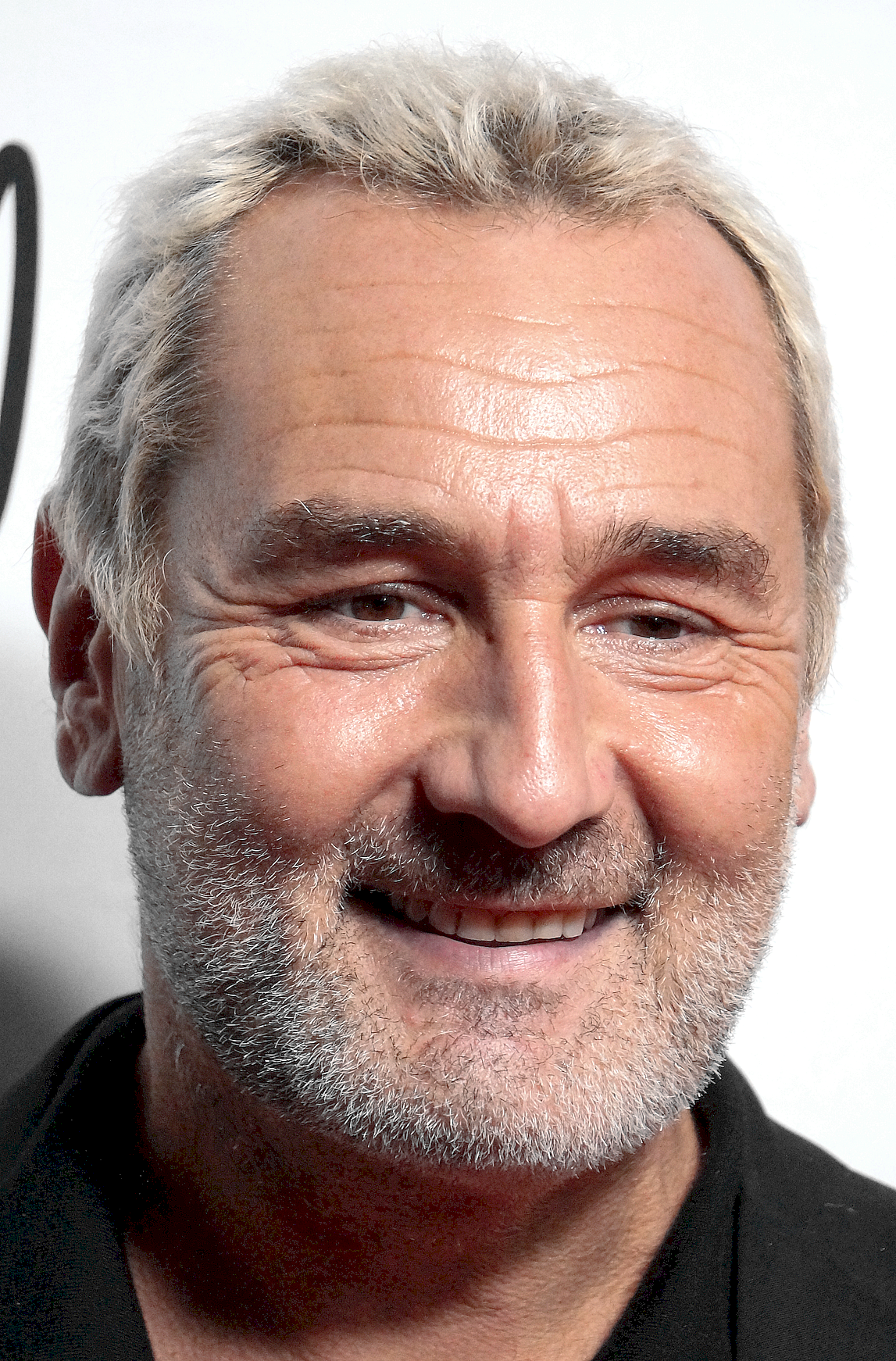
Gilles Lellouche (2024)

Gilles Lellouche (* 5. Juli 1972 in Caen, Frankreich) ist ein französischer Schauspieler, Filmregisseur und Drehbuchautor. 

## Leben
Gilles Lellouche ist der jüngere Bruder des französischen Komikers Philippe Lellouche. Er studierte Schauspiel an der privaten Pariser Schauspielschule Cours Florent. Nach kleineren Rollen in Kurzfilmen und Auftritten als Statist hatte er sein Leinwanddebüt in der von Jérôme Cornuau inszenierten Komödie Verrückt nach ihr an der Seite von Ophélie Winter, Jean-Marc Barr und Raquel Welch. 
Lellouche etablierte sich als Schauspieler und drehte Filme wie Anthony Zimmer, Kein Sterbenswort und Adèle und das Geheimnis des Pharaos. Nach mehreren Kurzfilmen als Autor und Regisseur drehte er 2004 gemeinsam mit Tristan Aurouet seinen ersten Spielfilm, Die wunderbare Welt des Gustave Klopp.
Im Jahr 2024 wurde sein Spielfilm Beating Hearts in den Hauptwettbewerb des 77. Filmfestivals von Cannes eingeladen.
Von 2002 bis 2013 war Lellouche mit der französischen Schauspielerin Mélanie Doutey liiert, mit der er ein gemeinsames Kind hat.

## Filmografie (Auswahl)
- 1998: Verrückt nach ihr (Folle d’elle)
- 2001: Meine Frau, die Schauspielerin (Ma femme est une actrice)
- 2002: Bad, Bad Things (Mon idole)
- 2003: Liebe mich, wenn du dich traust (Jeux d’enfants)
- 2004: Die wunderbare Welt des Gustave Klopp (Narco)
- 2005: Anthony Zimmer
- 2005: Love Is in the Air (Ma vie en l’air)
- 2006: Kein Sterbenswort (Ne le dis à personne)
- 2007: Die Kammer der toten Kinder (La chambre des morts)
- 2008: Public Enemy No. 1 – Mordinstinkt (L’instinct de mort)
- 2008: So ist Paris (Paris)
- 2009: Heute habe ich nicht getrunken (Un singe sur le dos)
- 2010: Adèle und das Geheimnis des Pharaos (Les aventures extraordinaires d’Adèle Blanc-Sec)
- 2010: Kleine wahre Lügen (Les petits mouchoirs)
- 2010: Point Blank – Aus kurzer Distanz (À bout portant)
- 2011: Mein Stück vom Kuchen (Ma part du gâteau)
- 2012: Männer und die Frauen (Les infidèles)
- 2012: Thérèse (Thérèse Desqueyroux)
- 2014: Der Unbestechliche – Mörderisches Marseille (La French)
- 2014: Mea Culpa – Im Auge des Verbrechens (Mea culpa)
- 2015: Sky – Der Himmel in mir (Sky)
- 2015: Call My Agent! (Dix pour cent, Fernsehserie, eine Folge)
- 2016: The Jews
- 2017: Das Leben ist ein Fest (Le sens de la fête)
- 2017: Die Macht des Bösen (HHhH)
- 2018: Ein Becken voller Männer (Le grand bain)
- 2018: In sicheren Händen (Pupille)
- 2019: Willkommen in der Nachbarschaft (Jusqu’ici tout va bien)
- 2020: Bac Nord – Bollwerk gegen das Verbrechen (BAC Nord)
- 2022: Kompromat
- 2022: Goliath
- 2023: Asterix & Obelix im Reich der Mitte (Astérix et Obélix: L'Empire du Milieu)
- 2023: All eure Gesichter (Je verrai toujours vos visages)
- 2023: Daaaaaali!
- 2024: Beating Hearts (L’amour ouf)
- 2024: Leurs enfants après eux

## Auszeichnungen (Auswahl)
- 2006: Nominierung für den César in der Kategorie Bester Nachwuchsdarsteller für Where is the love? – Das Ziel ist näher als du denkst
- 2011: Nominierung für den César in der Kategorie Bester Nebendarsteller für Kleine wahre Lügen
- 2011: Patrick-Dewaere-Preis
- 2022: Nominierung für den César in der Kategorie Bester Hauptdarsteller für Bac Nord – Bollwerk gegen das Verbrechen